# Werner-MAG
Werner-MAG is een Oostenrijks historisch merk van motorfietsen.
De bedrijfsnaam was: Friedrich Werner, Rio-Garage, Wien.
Werner-MAG produceerde van 1928 tot 1930 ing. Leschan ontwikkelde 498cc-eencilinderkopkleppers en 746cc- en 996cc-V-twins met Zwitserse MAG-motoren. De twins hadden zijkleppen.